# 3573 Holmberg
3573 Holmberg è un asteroide della fascia principale. Scoperto nel 1982, presenta un'orbita caratterizzata da un semiasse maggiore pari a 2,2391171 UA e da un'eccentricità di 0,0663473, inclinata di 2,76528° rispetto all'eclittica.